# Schubstange
Eine Schubstange ist ein an beiden Enden gelenkig gelagerter Stab, der dazu benutzt wird, in einem beweglichen System den Angriffspunkt einer Kraft entgegen ihrer Wirkrichtung zu verschieben (sonst wäre es eine Zugstange).
Auch wechselnd belastete Bauteile wie etwa die Pleuel in Hubkolbenmaschinen, besonders in Dampfmaschinen, werden als Schubstangen bezeichnet. – Schub ist in diesem Falle der Oberbegriff zu in Längsrichtung wirkendem Druck und Zug. Die Wirkrichtung einer Schubspannung ist hingegen meistens quer in einem länglichen Bauteil und die Folge einer Querkraft.
Schubstangen sind in der Regel schlanke Bauteile, die auf Knicken beansprucht sind.
Allgemeiner, das heißt in der Kinematik, speziell in Koppelgetrieben, spricht man von Koppeln, wobei aber das koppelnde Teil beim Schubkurbelgetriebe als speziellem Koppelgetriebe wieder Schubstange oder Pleuel heißt.